# Simplicissimus (revue)
Pour les articles homonymes, voir Simplicissimus.
Simplicissimus est un hebdomadaire satirique allemand créé à Munich par Albert Langen et Thomas Theodor Heine en avril 1896 et ayant paru jusqu'en 1944.

## Développement
Inspiré de l’hebdomadaire illustré français Gil Blas, ce périodique emprunte son nom au héros du roman picaresque Les Aventures de Simplicius Simplicissimus (1669) de Grimmelshausen, qui relate les aventures tragi-comiques d’un naïf pendant la guerre de Trente Ans.
Au départ, les caricatures ciblaient de préférence les symboles d'autorité et les injustices, à savoir les figures militaires prussiennes, la colonisation, l'Église et les inégalités sociales.
En 1898, le Kaiser, Guillaume II, n'apprécia pas du tout sa caricature dans la revue et fit censurer celle-ci : Thomas Theodor Heine fut condamné à six mois de prison et Albert Langen, l'éditeur, passa quatre ans et demi exilé en Suisse et dut payer une amende de 20 000 goldmarks.
En 1900, Albert Langen, par ailleurs un important éditeur d'ouvrages d'art, est à Paris pour l'exposition universelle : il rencontre l'éditeur d'origine hongroise Samuel-Sigismond Schwarz, qui fonde L'Assiette au beurre, l'année suivante.
En 1906, Rudolf Wilke, Olaf Gulbransson, Ludwig Thoma et Eduard Thöny, persuadent Langen de transformer Simplicissimus en une société par actions, qui permet de donner au personnel plus de contrôle sur la direction du journal.
Simplicissimus publie très tôt les travaux d'écrivains tels que Thomas Mann et Rainer Maria Rilke. 
Pendant la Première Guerre mondiale, la revue se conforme au nationalisme ambiant. La République de Weimar marque un nouvel essor et un renouveau artistique. À l'arrivée des nazis au pouvoir, Thomas Theodor Heine dut s'exiler en Suède et, après quelques mois d'interdiction, la revue fut contrainte de relayer la politique du Troisième Reich, comme sa consœur Jugend.

## Écrivains contributeurs célèbres
- Paul Cassirer
- Hermann Hesse
- Hugo von Hofmannsthal
- Erich Kästner
- Heinrich Mann
- Gustav Meyrink
- Otto Nückel
- Fanny zu Reventlow
- Robert Walser
- Jakob Wassermann
- Frank Wedekind

## Illustrateurs contributeurs
- Karl Arnold
- Ragnvald Blix
- Xavier Gosé
- George Grosz
- Olaf Gulbransson
- Horst Haitzinger
- Ernst Heilemann
- Thomas Theodor Heine
- Angelo Jank
- Heinrich Kley
- Käthe Kollwitz
- Alfred Kubin
- Jeanne Mammen
- Ernst Neumann
- Jules Pascin
- Bruno Paul
- Erich Schilling
- Franziska Schlopsnies
- Konrad Starke
- Théophile Alexandre Steinlen
- Eduard Thöny
- Rudolf Wilke
- Heinrich Zille

## Exemples de caricatures

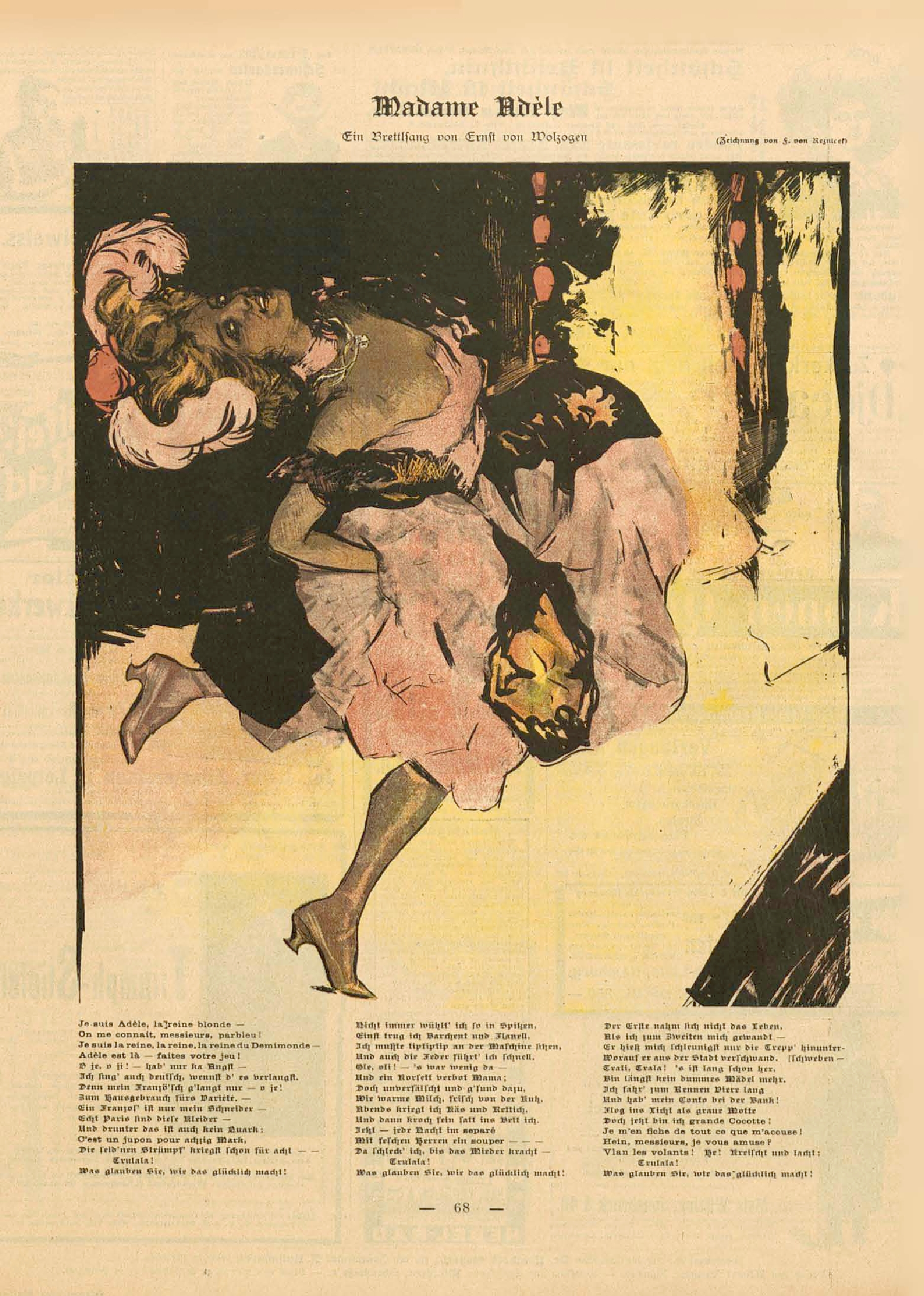
« Madame Angèle », 1er cabaret allemand de style français (Ernst von Wolzogen, 1901).
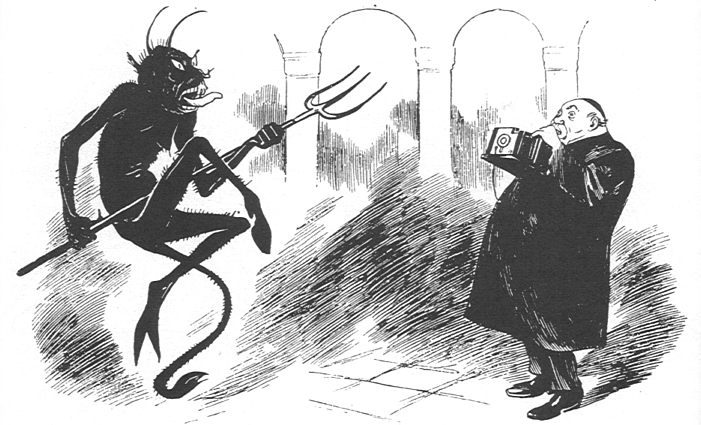
Dessin de Josef Benedikt Engl (de) (1903-1904).
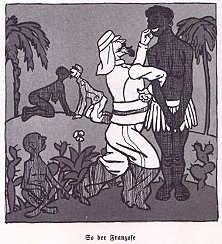
La colonisation de l'Afrique par les Français (Heine, 1904).
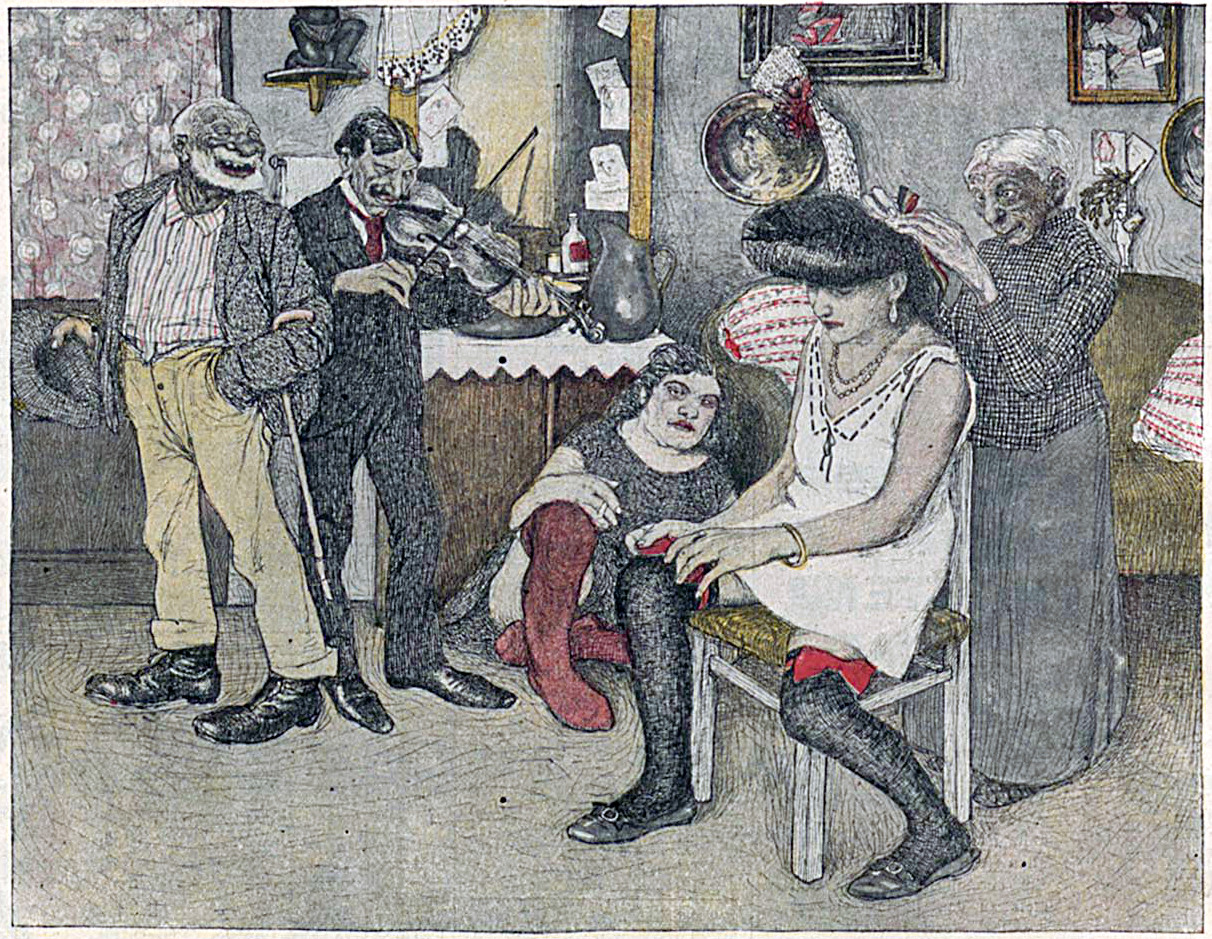
Dessin de Jules Pascin (1905).
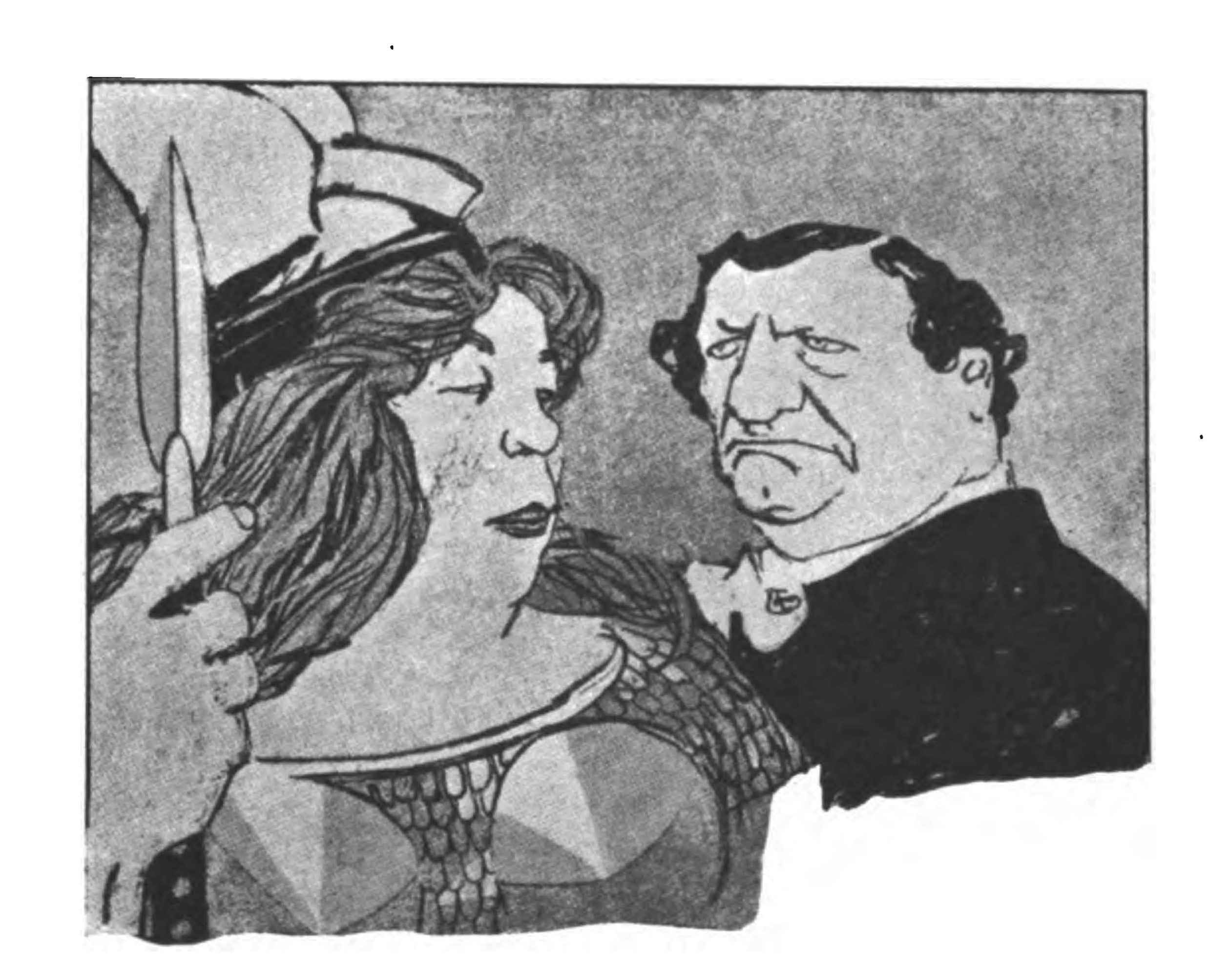
Dessin de Eduard Thöny (vers 1906).
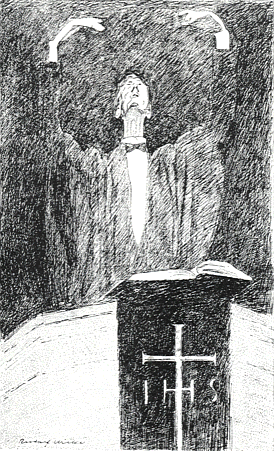
Dessin de Rudolf Wilke (16 novembre 1908).
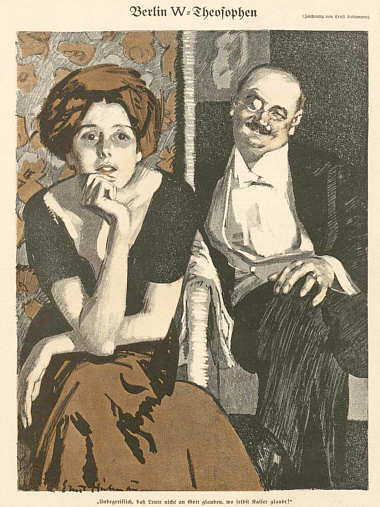
Dessin de Ernst Heilemann (13 novembre 1911).
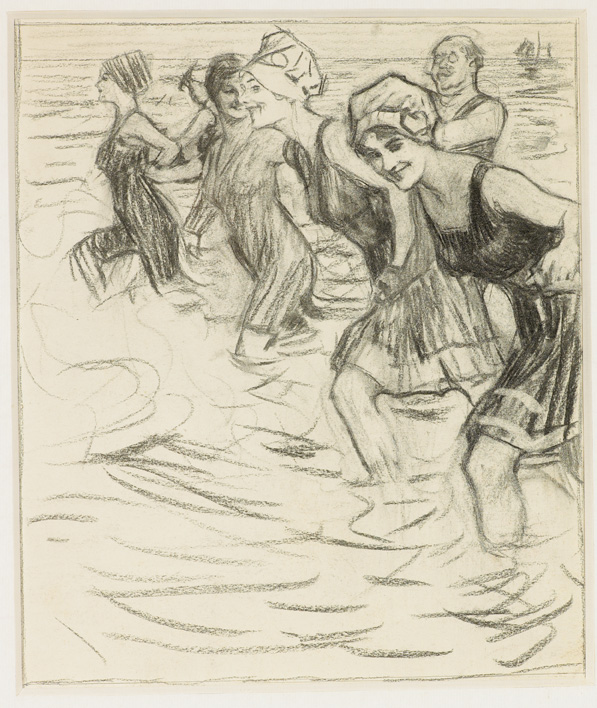
Dessin préparatoire pour une couverture, par Brynolf Wennerberg (de) (1913).
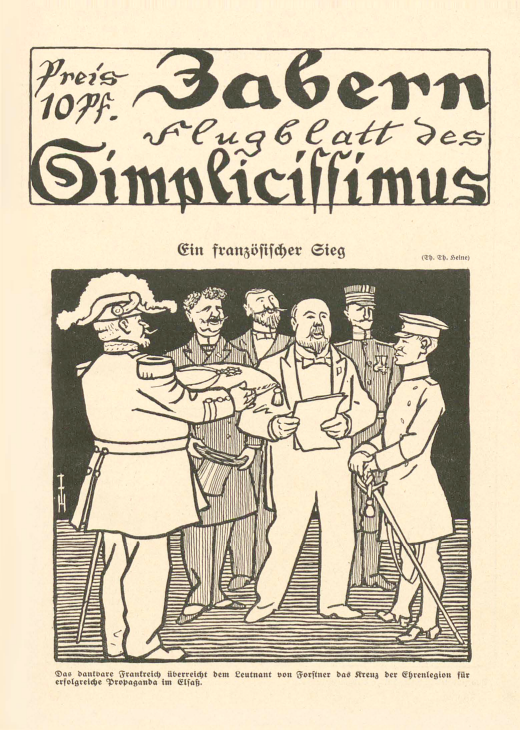
Des fonctionnaires français attribuant fictivement la Légion d'honneur à von Forstner pour sa « propagande réussie en Alsace » (1914)